# Alsószentiván
Alsószentiván là một thị trấn thuộc hạt Fejér, Hungary. Thị trấn này có diện tích 39,65 km², dân số năm 2010 là 640 người, mật độ 16 người/km².